# Conne (ruisseau)
Pour les articles homonymes, voir Conne.
La Conne est un ruisseau français, affluent de la Dordogne, qui coule dans le département de la Dordogne.

## Hydronymie
La Conne est mentionnée dans des textes anciens en 1281 sous la forme latine Rivus de Coma, puis Cona en 1464 et Cône en 1873.
Issue d'une racine hydronimique préceltique °cona-, correspondant à plusieurs cours d'eau, l'origine du nom se retrouve dans le Conon, un sous-affluent de la Loire, ou la Cosne, un affluent de la Saône.

## Géographie

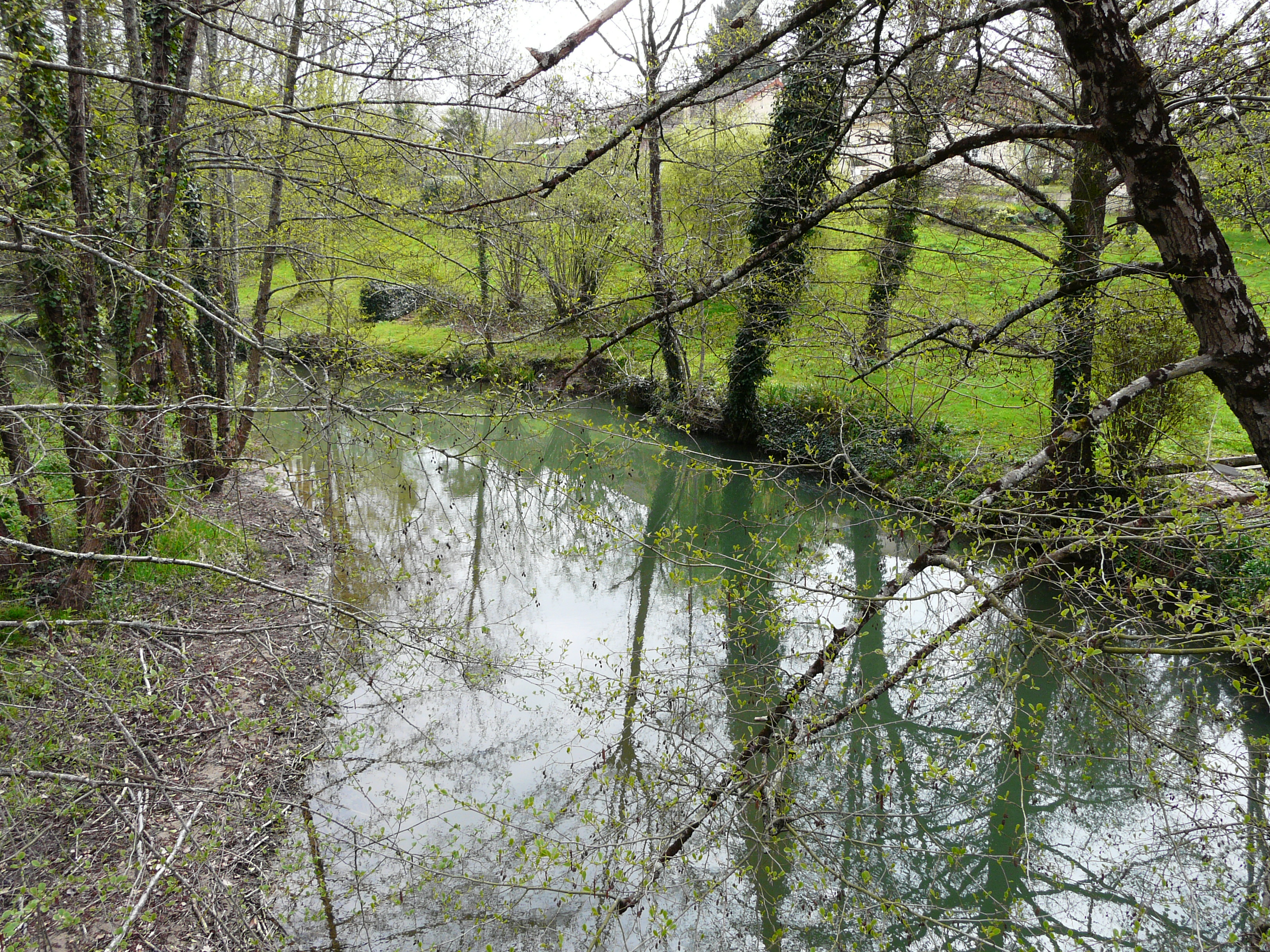
Le ruisseau de la Conne à Bergerac.

La Conne prend sa source en Dordogne, vers 123 mètres d'altitude, en limite des communes de Faux-en-Périgord et Montaut, deux kilomètres et demi au sud-est du bourg de Faux, à l'ouest du lieu-dit la Borie du Notaire.
Dès sa source et sur plus de six kilomètres, elle sert de limite naturelle aux communes qu'elle borde : Faux, Saint-Aubin-de-Lanquais et Saint-Cernin-de-Labarde au nord, face à Montaut et Monmadalès au sud. Elle prend d'abord la direction du nord-ouest, est franchie par la route départementale (RD) 22, puis oblique vers le sud-ouest, passant sous la RD 21. Elle contourne le bourg de Saint-Cernin-de-Labarde par le sud puis l'ouest, et remonte ensuite vers le nord. Elle passe à l'est des bourgs de Conne-de-Labarde puis de Saint-Nexans où elle est franchie par la RD 19 en deux bras distincts. Elle prend ensuite la direction du nord-ouest, et reçoit en rive droite son principal affluent, le Gouzou. À proximité du bourg de Cours-de-Pile, elle oblique à l'ouest, passe sous la route nationale 21, puis baigne au nord le bourg de La Conne.
Sur environ quatre kilomètres et demi, son cours borde plusieurs communes : Cours-de-Pile à l'est, face à Saint-Nexans puis Bergerac, à l'ouest.
Elle conflue avec la Dordogne en rive gauche, à Bergerac, un kilomètre au nord de l'aéroport de Bergerac-Roumanière, en deux endroits séparés distants d'environ 250 mètres, en aval des lieux-dits le Moulin Blanc et Clautre, à 18-19 mètres d'altitude.
Son cours est long de 23 km pour un bassin versant de 86 km2.
Son nom se retrouve dans celui de la commune de Conne-de-Labarde, ainsi que dans celui de l'ancienne commune de La Conne, réunie à Bergerac dans les premières années de la Révolution française.

### Affluents
Parmi les huit affluents répertoriés par le Sandre, le plus long est le Gouzou qui mesure 5,9 km et qui se situe en rive droite.
La Conne ayant deux sous-affluents répertoriés, tous deux affluents d'un ruisseau sans nom, son rang de Strahler est de trois.

### Communes et département traversés
À l'intérieur du seul département de la Dordogne, la Conne arrose dix communes, soit d'amont vers l'aval : Faux-en-Périgord (source), Montaut (source), Monmadalès, Saint-Aubin-de-Lanquais, Saint-Cernin-de-Labarde, Monsaguel, Conne-de-Labarde, Saint-Nexans, Cours-de-Pile et Bergerac (confluence ave la Dordogne).

## Environnement
Sur les deux premiers kilomètres et demi de son parcours, la Conne s'écoule sur le plateau céréalier d'Issigeac, une zone naturelle d'intérêt écologique, faunistique et floristique (ZNIEFF) favorable à la présence de dix-huit espèces d'oiseaux protégés au niveau national, dont quinze nichent sur place,.
Au niveau de sa confluence avec la Dordogne, la Conne débouche sur une zone protégée au titre du réseau Natura 2000. La commune de Bergerac est soumise à un arrêté préfectoral de protection de biotope de 1991 destiné à favoriser la migration et le frai de plusieurs espèces de poissons.

## Monuments ou sites remarquables à proximité

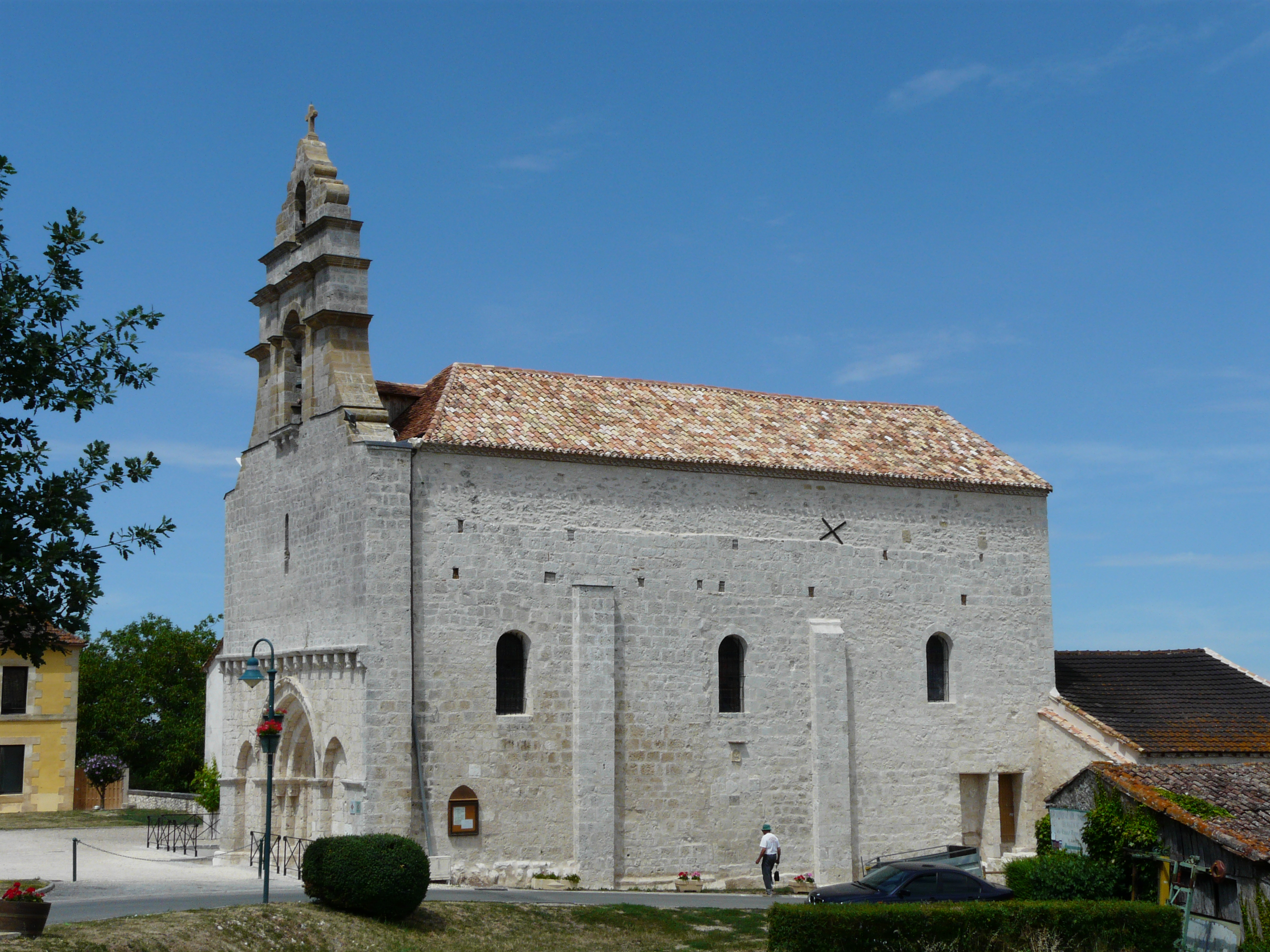
L'église de Saint-Nexans.

- Le château de Saint-Cernin des XVIe et XVIIe siècles à Saint-Cernin-de-Labarde[11].
- L'église Saint-Jean-Baptiste du XIIe siècle de Saint-Nexans[12].

Entre Conne-de-Labarde et Saint-Aubin-de-Lanquais, la Conne est longée sur près de deux kilomètres par le sentier de grande randonnée GR 6 qui la franchit au Moulin de Lestrade.